# Anthomyia vicarians
Anthomyia vicarians este o specie de muște din genul Anthomyia, familia Anthomyiidae, descrisă de Ignaz Rudolph Schiner în anul 1868. Conform Catalogue of Life specia Anthomyia vicarians nu are subspecii cunoscute.